# Senecio bayonnensis
Espèce
Classification APG III (2009)
Senecio bayonnensis, le Séneçon de Bayonne, est une espèce de plantes à fleurs de la vaste famille des Asteraceae et du genre Senecio endémique de France. 

## Présentation
La plante est présente sur le courant d'Huchet.

## Statut de protection
Cette espèce est inscrite sur la liste des espèces végétales protégées sur l'ensemble du territoire français métropolitain en Annexe I.